# クサリク

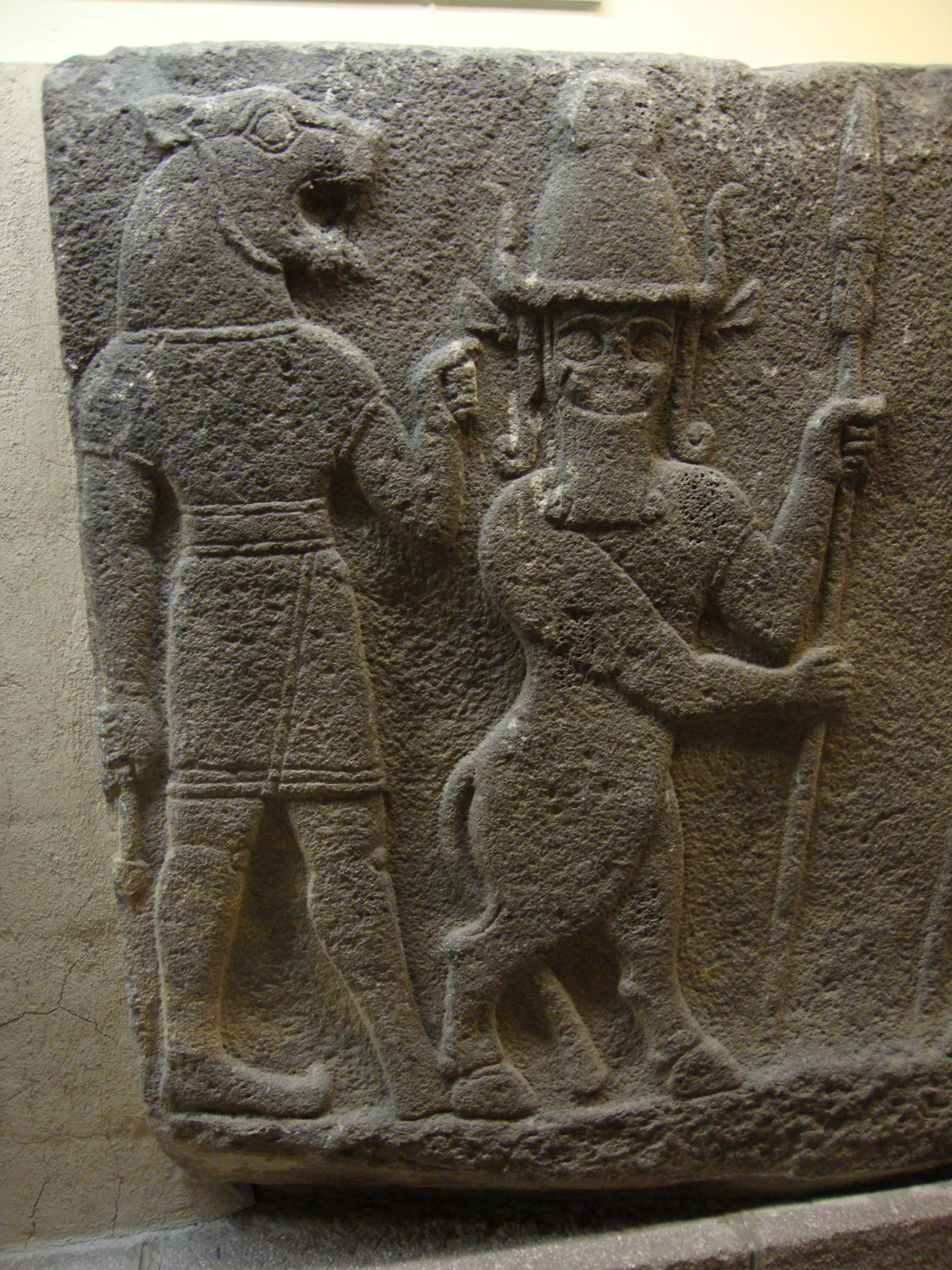
カルケミシュで見つかったヒッタイトのレリーフ。右側で槍を持っているのがクサリク。左は獅子頭の怪物ウガルルム。

クサリク（Kusarikku）は古代メソポタミアの神話上の怪物。人間の上半身に雄牛の耳、角、後肢をもつ。 二足歩行する姿で描かれ、悪意のある侵入者から住民を守る門番とされる。
後期にはバケツ（banduddû ）を持つ姿で描かれる。また、 メリシパクの石碑では踏み鋤（シャベルの一種）を持って描かれている。 

## 神話
クサリクが登場する神話
- "Angim dimma"（『アンギン神話』/『ニンウルタ神のニップル市への凱旋』） -ニンウルタが「戦闘の塵から牛人間を連れてきた」[3]とある。
- 『エヌマ・エリシュ』-マルドゥクによって打ち負かされたティアマトの子孫の一人。
- 『アンズー鳥神話』-冒頭で「海のなか」にいたとされる。ニンウルタにより殺される[3]。

グデア王の円筒碑文Aには、エニンヌ神殿に「牛人間を据えた」との記述がある 。古バビロニア時代以降は、ウトゥ神（シャマシュ）の従者ともされた。
魔の女神ラマシュトゥの邪眼に対する呪文や、泣いている子供をなだめるための呪文では、クサリクは「怒るもの」「恐ろしいもの」と表現される。 悪霊の影響を防ぐ七賢者アプカルルの一人とされる。ウガルルム、蠍人間のギルタブルルなどと並んで、新アッシリア帝国の宮殿のレリーフや置物に見られる。 
クサリクの星座はケンタウルス座の一部に対応する。
メソポタミアにはオーロックス、バイソン、水牛の3種の有蹄動物がいたが、過去の碑文でこれらのどれが表されているかは定かではない。 シュメール語の語のgud-alim（牛人間）とalim（人面牛）には区別があったとされる。 